# Église de l'Assomption-de-la-Très-Sainte-Vierge de Flavignac
L'église de l'Assomption-de-la-Très-Sainte-Vierge est une église catholique située à Flavignac, en France.

## Localisation
L'église est située dans le département français de la Haute-Vienne, sur la commune de Flavignac.

## Historique et description
Église de l'Assomption-de-la-Très-Sainte-Vierge (XVe, XVIe siècles) : cette église existait déjà au IXe siècle. Jusqu'au XIIIe siècle, au moins, elle était placée sous le vocable de Saint-Martial ; à cette époque, l'édifice non voûté ne comportait sans doute que deux travées et un chœur en abside. Il n'en reste aujourd'hui qu'une partie du mur nord de la nef et les deux colonnes rondes engagées, situées avant le transept. Ces colonnes marquaient autrefois le départ du chœur. À partir du milieu du XVe siècle, l'édifice est complètement reconstruit et considérablement agrandi avec l'adjonction de la chapelle Notre-Dame de Pitié au sud, le remplacement de l'ancien chœur par un transept et un nouveau chevet, l'ajout à l'ouest d'une nouvelle travée. C'est probablement au XVIe siècle que fut construit contre le pignon ouest l'original clocher-tour hexagonal actuel. Enfin une sacristie fut ajoutée vers 1700 contre le mur nord du chevet. Le portail et la tour d'escalier paraissent dater vers 1500 ; ils participent avec l'ensemble de la façade sud à l'embellissement de la place dont la réorganisation commença dès le milieu du XVe siècle après le déplacement du cimetière qui occupait jusqu'alors l'essentiel de cet espace public. L'église abrite un intéressant mobilier (retables et autels des XVIIe et XVIIIe siècles, statues et tableaux des XVe – XVIIIe siècles...) dont un ensemble de reliquaires et objets liturgiques allant du XIIIe au XXe siècle (plusieurs protégés au titre des Monuments historiques) formant le trésor récemment installé dans le clocher.

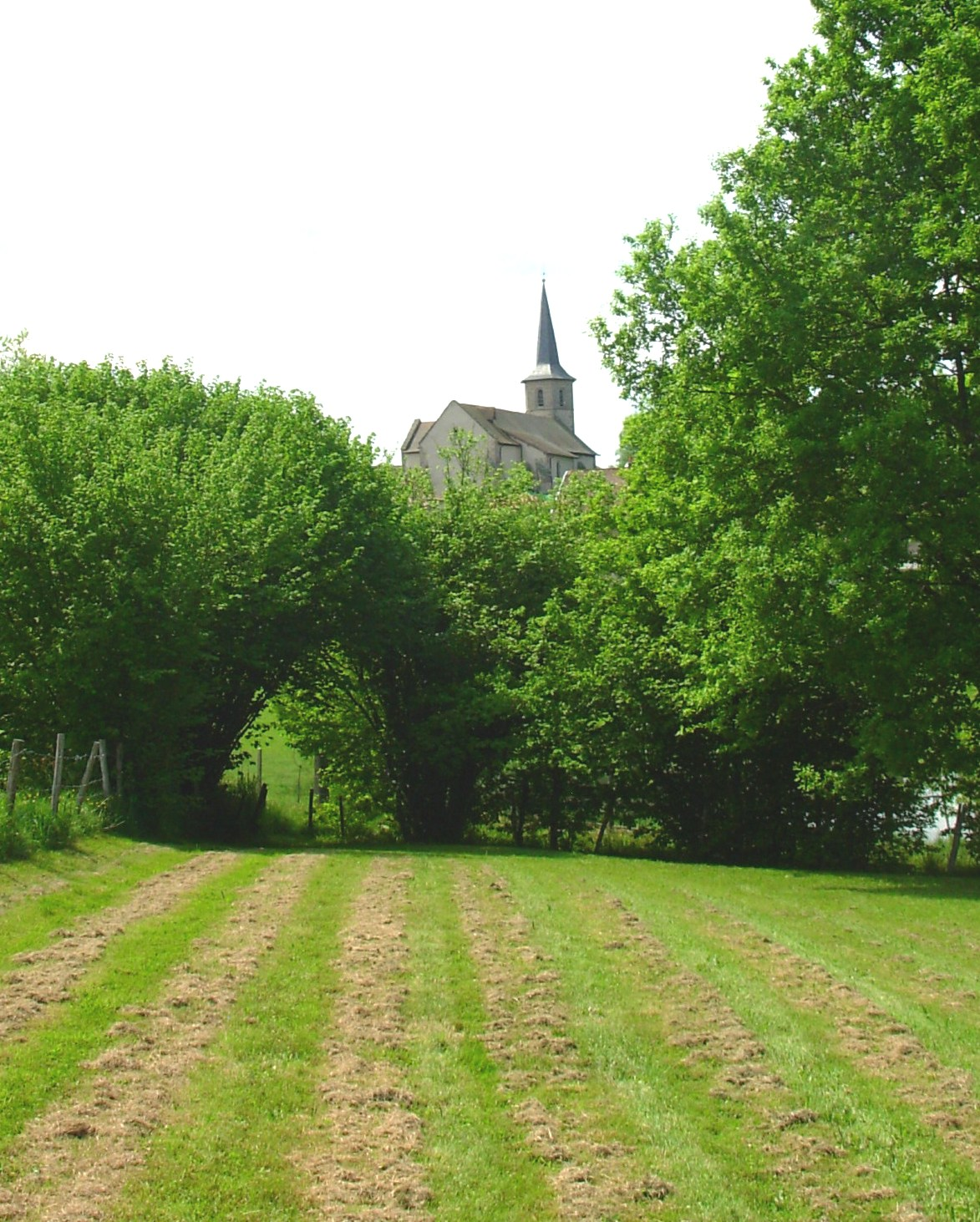
église de Flavignac

L'église est normalement ouverte tous les jours de 10h à 17h.

## Trésor de l'église de Flavignac
Le noyau du trésor de l'église de Flavignac est formé par plusieurs reliquaires retrouvés par hasard dans un placard du chœur en 1949. Parmi ceux-ci se trouvaient la monstrance-reliquaire en forme de clocher en cuivre doré de la fin du XIIIe siècle, la monstrance-reliquaire en cuivre gravé du XVe siècle et les deux bras-reliquaires (XVe et XVIIIe siècles). La grande châsse de saint Fortunat abrite le crâne d'un martyr de Rome ; cette relique fut offerte à l'église à la fin du XVIIe siècle. Depuis une cinquantaine d'années, la commune de Meilhac a déposé la jolie châsse du martyre de sainte Valérie, provenant de l'église disparue de Saint-Martinet ; c'est l'une des trente-trois châsses émaillées de l'Œuvre de Limoges illustrant ce thème et connues dans le monde. Parmi les pièces offertes récemment à la Commune, figure également une monstrance reliquaire de la Vraie Croix datant vers 1800. Différents objets ont été adjoints à ces reliquaires dont un ensemble important provenant de la petite église de Texon, rattachée à Flavignac au XIXe siècle. Ces éléments illustrent le mobilier liturgique d'une modeste église rurale à la fin de l'Ancien Régime. La très belle statue de saint Pierre (XVe siècle) provient de la même église.
Le trésor est visible aux heures d'ouverture de l'église.

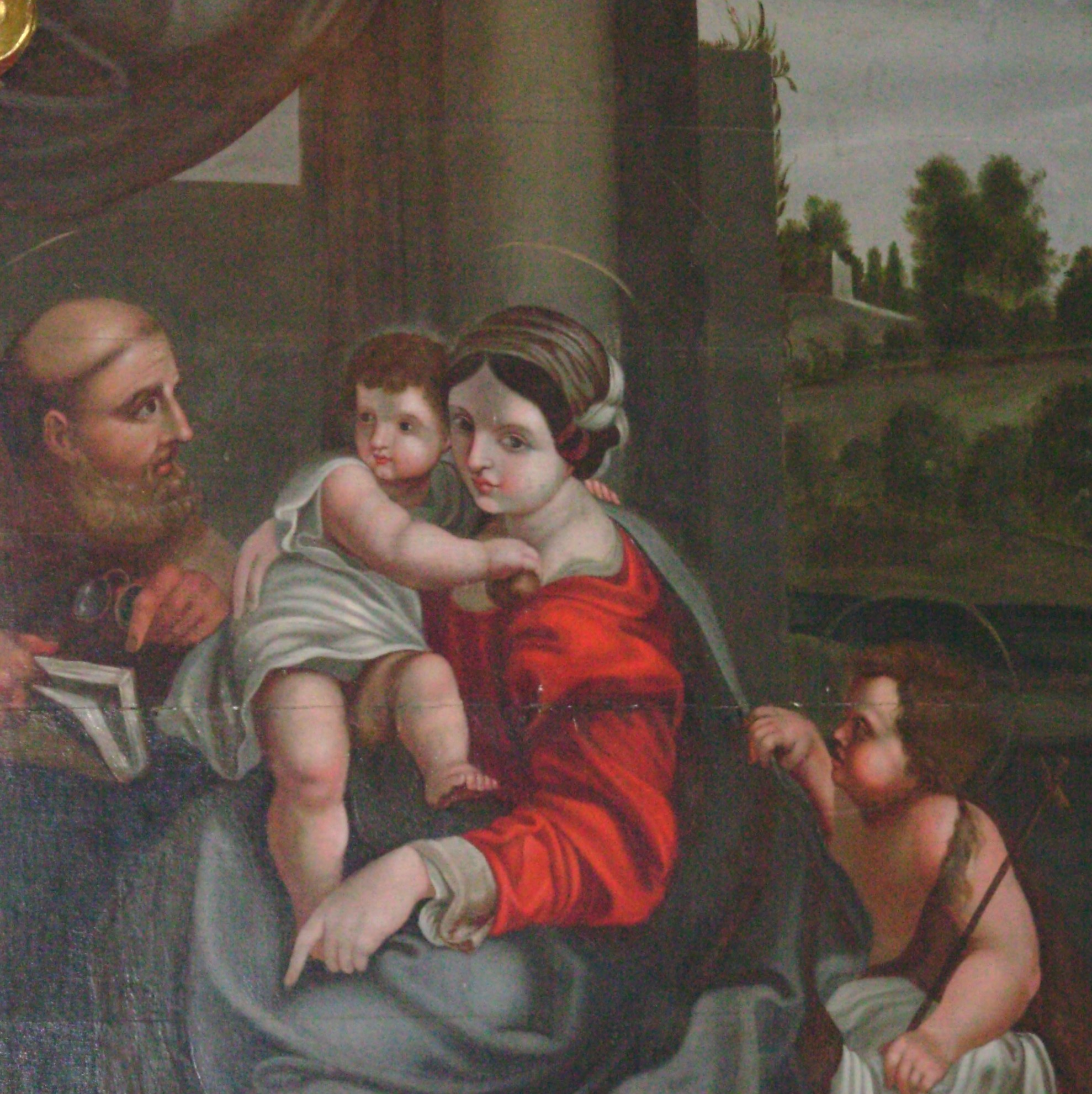
Église de Flavignac : tableau dit « La Sainte-Famille », Jérôme Granaud, Limoges, 1686 (détail)
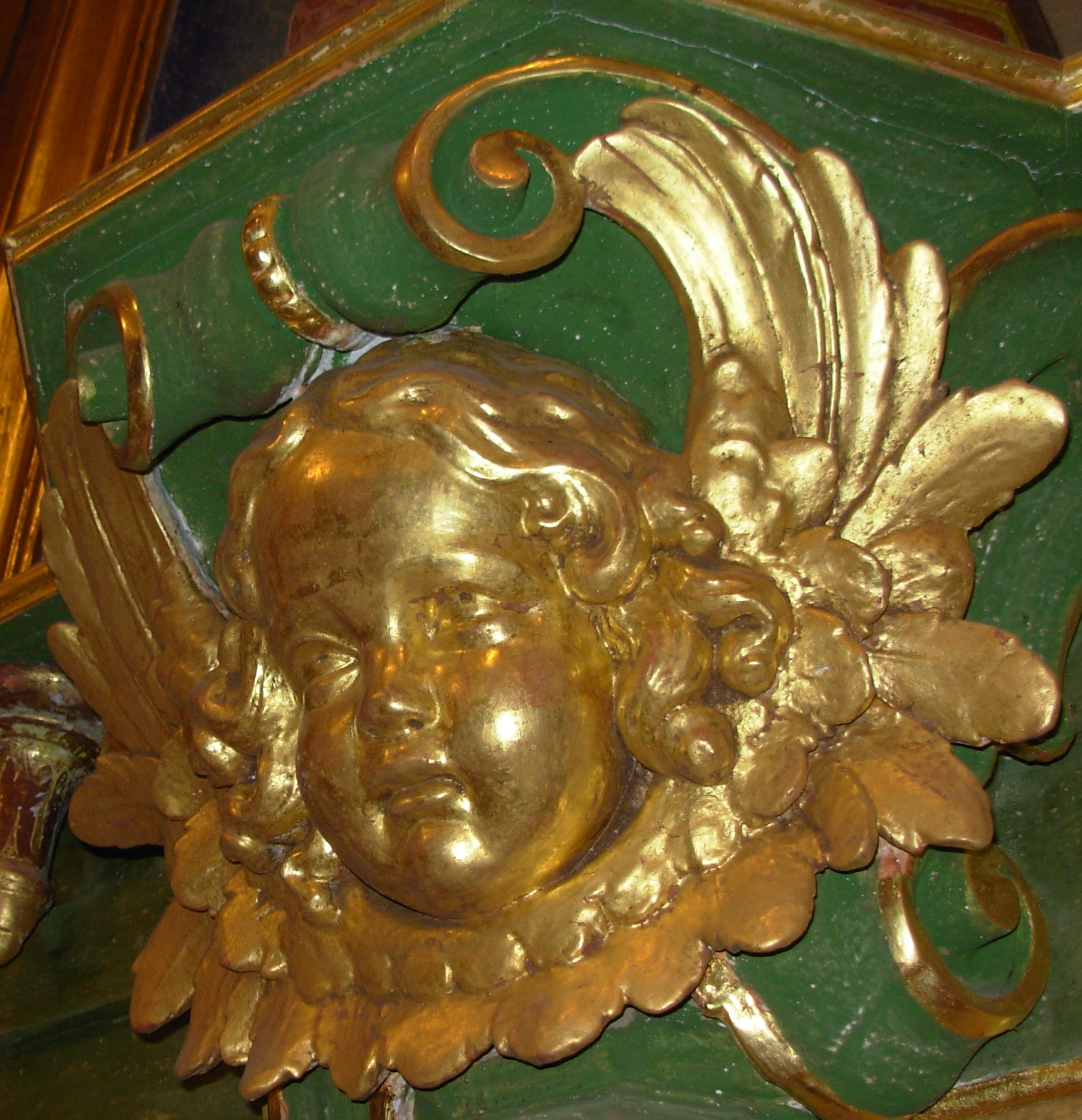
Église de Flavignac : retable XVIIIe siècle, angelot, bois doré
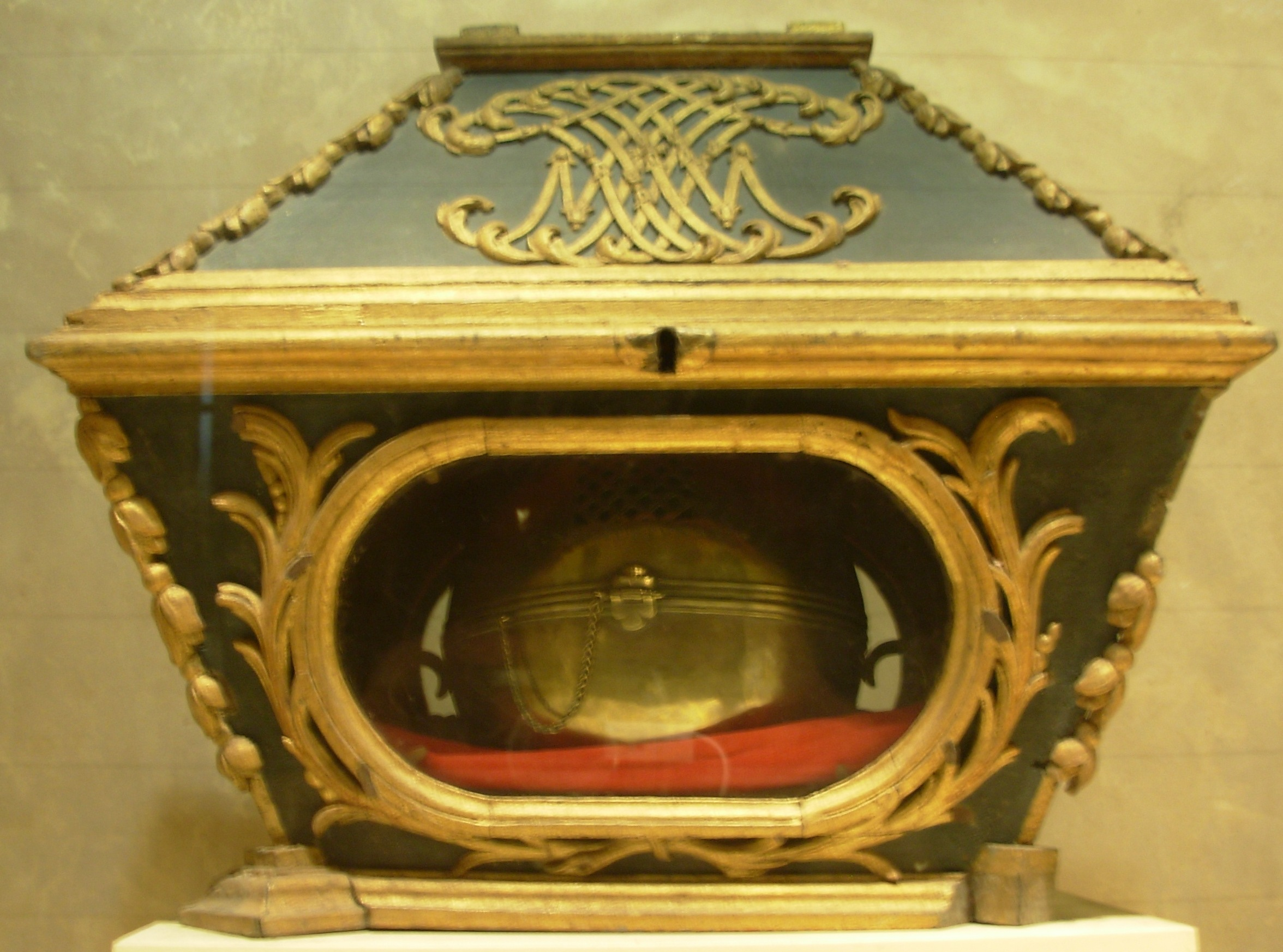
Flavignac, trésor de l'église, châsse de saint Fortunat, (fin XVIIe siècle)

L'édifice est inscrit au titre des monuments historiques le 6 février 1926.